# Karma Sudaca
Karma Sudaca es una banda de rock argentino formada en la Provincia de Tucumán a principios del año 1997.

## Historia

### Primeros años
Integrada por Tony Molteni en voz, Fabián "Colo" Vernieri en guitarra, José "Calavera" Maidana en bajo y Adolfo "Cacho" Palomino en batería desde sus comienzos, la banda entendió que su principal objetivo era compartir su original fórmula roquera con la gente de toda Argentina y el mundo. Se les considera la banda más fuerte, más popular y convocante del Norte Argentino.[cita requerida] De contenido contestatario, el grupo siempre ha realizado recitales a beneficio de diversas entidades.
La banda tucumana tuvo su primera gran presentación ante el público nacional en el Festival Cosquín Rock 2001. Ya para entonces llevaban cuatro años tocando por el norte del país. El primer disco fue editado en el año 1998, con el nombre de El títere y trece temas más un track interactivo con videos, notas historia de la banda, etc. Los medios gráficos y radiales distinguieron esta producción, la cual ya se encuentra en su segunda reedición gracias al éxito de ventas en el Norte Argentino.
En el año 2000 un tema de Karma Sudaca es elegido para el compilado nacional Ñu Metal de Cover Your Bones, distribuido por la revista Madhouse en el que se encuentran entre otros Simbiosis, Nativo, Cabezones, etc. También editaron un disco acústico, grabado en vivo en el exitoso ciclo Acariciando lo áspero, organizado y emitido por Rock and Pop Net. Este material se agotó al poco tiempo y se espera una pronta reedición.
En abril de 2001 salió a la calle Sangrando Sueños, producción de 11 temas. En julio del mismo año el disco se agota y se realiza la primera de las 3 reediciones que se hicieron hasta ahora debido al éxito del mismo en el interior del país. De este disco se realizaron los videoclips de "Fantasma Urbano" y "Furia Calchaquí" que fueron difundidos por canales de música y por televisión abierta.

### Actualidad
En el 2003 volvieron a representar a su provincia en Cosquín, y en el 2004 editaron Furia interior en estudio Galápagos en Capital Federal, bajo el sello Universal Music, con la producción artística de Ricardo Mollo (Divididos). La presentación del material tuvo lugar en la Plaza Independencia de Tucumán en septiembre, ante más de 8000 personas. Este hecho, inédito para el rock de esa provincia, quedó registrado en el videoclip Transparente, también elegida como primer corte del disco.
En diciembre de 2009, lanzan su disco Quema editado en estudio Galápagos en Capital Federal. La producción artística estuvo a cargo de Fabián Vernieri y Tony Molteni, el arte gráfico estuvo a cargo de Tony Molteni, y la tapa fue realizada por Semilla Bucciarelli.  En este disco hubo invitados de lujo como Don Villanova (steel guitar en "Tu Excusa"), Karamelo Santo (voces y percusiones en "Fugitivo de tu Voz"), Luis Gómez Salas (piano y órgano hamond en "Plazas de Almas"), Leopoldo Deza (flauta traversa y vientos andinos en "Enciendan Coplas"), Carlos Morales (guitarra criolla y acústicas en "Sin Olvido").
Durante el año 2010, el bajista José "Calavera" Maidana abandona la banda y es reemplazado por José Lazzara. El 30 de julio presentaron a su nuevo bajista al público, junto con el videoclip de "Fugitivo de tu voz" con la actuación especial de Pablo Latapié en el restobar El Árbol de Galeano. El 5 de noviembre, con motivo del V Festival Tucumán Cine, se presentaron en la Plaza Independencia de la capital tucumana, junto con la banda de rock nacional de Buenos Aires Kapanga en un recital en el que se mostró la película hecha por los bonaerenses y el videoclip de "Vengo por ti" interpretado por los tucumanos.
En el 2014 regresa, a la banda, José Maidana.

## Discografía
Han editado seis discos:
- El Títere - 1998
- Umplugged - 2000
- Sangrando Sueños - 2001
- Furia Interior - 2004
- Quema - 2009
- "Sobre mis Huellas" - 2016

- Datos: Q5958372